# Ковбой-самурай
«Ковбой-самурай» (англ. Samurai Cowboy) — фильм режиссёра Михаэля Койша.

## Сюжет
Японский бизнесмен, увлечённый американскими вестернами, разочаровавшись в жизни после смерти лучшего друга, решает переехать на «Дикий Запад». Следуя детской мечте, он покупает себе ранчо в Монтане. Но затем японец попадает в различные приключения: всё происходит не так, как он ожидал.

## В ролях
- Кэтрин Стюарт
- Мэтт МакКой
- Роберт Конрад
- Хироми Го
- Иан Тайсон
- Байрон Мун
- Макс Кирисима
- Марк Эчисон

## Съёмочная группа
- Режиссёр: Михаэль Койш
- Сценаристы: Дэйв Хансейкер, Майкл Койш, Рик Понте
- Продюсеры: Майк Эрвин, Дж. Макс Кирисима, Лэнс Х. Роббинс
- Композитор: Осаму Китаяма